# Armorloricus elegans
Armorloricus elegans är en djurart som beskrevs av Kristensen och Gad 2004. Armorloricus elegans ingår i släktet Armorloricus, och familjen Nanaloricidae. Inga underarter finns listade i Catalogue of Life.